# Миттєве видоутворення
Миттєве (квантове) або стрибкоподібне (сальтація) видоутворення спостерігається в результаті мутації і скорочення термінів дії репродуктивних ізолюючих механізмів. Прикладом такого видоутворення є виникнення впродовж одного покоління поліплоїдів рослин, які мають характеристики нових видів. Видоутворення через поліплоїдію відоме і у тварин, хоча у останніх цей механізм видоутворення дуже рідкісний.
Поліплоїди вважають самостійними видами не лише унаслідок різкої відмінності їх від початкових видів, але і з тієї причини, що вони репродуктивно ізольовані від початкових видів.
Миттєве видоутворення у свій час протиставлялося дарвінівському. Синтетична теорія еволюції зняла існуючі протиріччя між дарвінізмом і генетикою, допускаючи, окрім поступової дивергентної еволюції, форми раптового видоутворення шляхом поліплоїдії,  гібридизації, великих хромосомних мутацій. Деякі близькі види (зазвичай рослини) відрізняються кратним числом хромосом. Так, види картоплі мають хромосомні набори п = 12, 24, 48, 72. Це дає основу припустити, що одним з шляхів видоутворення є поліплоїдія — подвоєння, потроєння і так далі початкового числа хромосом предкового виду. Такі процеси відтворено в експерименті за допомогою затримки розходження хромосом в мейозі в результаті дії колхіцином. Поліплоїди, як правило, життєздатніші в екстремальних умовах (високогір'я, пустелі) і, мабуть, можуть витісняти батьківський вид на периферію ареалу.
До раптового видоутворення відноситься також гібридизація з подальшим подвоєнням числа хромосом. Можливість гібридогенного походження видів допускав К. Лінней і інші ботаніки його покоління. Проте експериментальні докази такої можливості і шляху подолання стерильності міжвидових гібридів були відкриті лише в 1920–1932 рр. Загальновідомі класичні експерименти по синтезу міжродового гібриду між редькою і капустою, проведені Г. Д. Карпеченко, і ресинтезу (відтворенню видів з метою встановлення їх походження) культурної сливи шляхом гібридизації терну і аличі, виконані В. О. Рибіним. Подібні гібридогенні види описані для ряду культурних і диких видів рослин.
Серед тварин поліплоїдія як форма видоутворення грає помітно меншу роль і зустрічається у деяких черв'яків і комах. У інших груп тварин велику роль відіграє хромосомне видоутворення, що ґрунтується на процесах фіксації великих хромосомних мутацій, які забезпечують репродуктивну ізоляцію нащадків від батьківської форми.
Таким чином, існують різні шляхи видоутворення. Ясно, що у разі великих хромосомних перебудов, поліплоїдії і гібридизації, коли практично відразу виникає репродуктивна ізоляція, видоутворення йде практично несподівано. Звичайно, услід за становленням ізоляції піде тривалий відбір дрібних мутацій, але принциповим є початковий стрибкоподібний акт. Усі шляхи і форми процесу видоутворення призводять до різноманіття видів в природі.
Приклади швидкого видоутворення див. у статті Видоутворення.

## Ресурси Інтернету
- Видообразование [Архівовано 30 жовтня 2007 у Wayback Machine.] (рос.)
- Опыты по «искусственному видообразованию» (рос.)
- Морфологическая дивергенция и конвегенция в эксперименте с тлями (рос.)
- Возникновение и утрата репродуктивной изоляции и критерий вида (рос.)
- Динамика клонов, популяций и видов и эволюция (рос.)
- Формы видообразования [Архівовано 7 березня 2016 у Wayback Machine.] (рос.)